# Petrus Scheltema Beduin
Petrus Willem Scheltema Beduin, född 8 augusti 1869 i Amsterdam i Nederländerna, död 2 april 1928 i Hilversum i Nederländerna, var en nederländsk tävlingscyklist och fordonsförsäljare. Han kallades som cyklist "Den flygande holländaren".
Petrus Scheltema Beduin var son till Petrus Scheltema Beduin (1829–1904) och Magdalena Wilhelmina Gertruida Hoog (1838–1921). Han gjorde sig känd som tidig professionell cyklist. Han var från 1899 generalsekreterare i RAI, den nederländska branschorganisationen för importörer och tillverkare av motorfordon. 
Han var anställd från 1889 till 1894 på den brittiska cykelfabriken Surrey Machinist Co., tillverkare av märket Invincible, i London. Han tävlingscyklade  vid sidan av arbetet och fortsatte med det fram till 1895. Då företaget gick i konkurs 1894, flyttade han till Paris för att sälja cyklar där i samarbete med den franske tävlingscyklisten Joseph Huzelstein. År 1896 blev Petrus Scheltema Beduin partner i cykelföretaget Augustine & Witteveen i Amsterdam, som kom att engagera sig i försäljning av bilar. 
Han gifte sig 1908 med Catharine de Ruiter (1875–1928).

## Bilresa genom Norge
Petrus Scheltema Beduin gjorde som landets första bilturist 1901 en bilresa genom Norge. Resan företogs i en Panhard et Lavassor med en aluminiumkaross. Bilen var kedjedriven, hade en fyrcylindrig motor med nominellt 8 hästkrafters dragkraft och fyra växlar. Inför resan utrustades den med sex slangar av Continentals fabrikat samt två Michelindäck i reserv. Hjulen, ursprungligen med olika dimensioner fram och bak, utbyttes mot fyra lika stora hjul. Han hade i augusti 1900 genomfört en långresa på 1.900 kilometer från Arnhem genom västra Tyskland till bland andra Zürich och Luzern i Schweiz och tillbaka med en Daimler Duc-Tonneau med en sex hästkrafters motor tillsammans med den nederländske bilimportören P.J. Stokvis och mekanikern Rosier.
Året därefter avreste Beduin, Stokvis och Rosie från Nederländerna i augusti via Bremen, Kiel och Fredrikshavn till Sverige, där de bara stannade några dagar innan de skeppade bilen till Kristiania, dit expeditionen anlände den 9 augusti 1901.
I Norge tog han sig på delvis dåliga vägar från Kristiania i Östfold över fjällen till Lærdalsøyri vid Sognefjorden i Vestlandet. En sådan tur hade ingen tidigare företagit sig med ett motorfordon. Den var på 350 kilometer. Bensin kunde köpas, i bästa fall, på apotek. Från Lærdal skeppades båten till Bergen för vidare transport tillbaka till Nederländerna.
År 1976 invigdes en minnessten vid Vindhella.